# Kościół Matki Bożej Śnieżnej w Piotrkowie Trybunalskim
Kościół Matki Bożej Śnieżnej w Piotrkowie Trybunalskim – kościół akademicki mieszczący się w Piotrkowie Trybunalskim, należący dawniej do zespołu klasztornego dominikanek.

## Historia
Dominikanki zostały sprowadzone do Piotrkowa w 1608 przez Katarzynę Warszycką. Budowę kościoła rozpoczęto w 1627 jednocześnie z budową całego zespołu klasztornego dominikanek. Kompleks klasztorny został zniszczony w trakcie pożaru w 1648, a także podczas potopu szwedzkiego. Odbudowę kompleksu ukończono w 1673, zaś wyposażenie kościoła (ołtarze) poświęcono w 1685. Kościół spłonął ponownie w czasie pożaru miasta w 1786, zaś w 1787 kompleks klasztorny był częściowo odrestaurowany.
Kościół został zamknięty po 1865 po kasacie domu dominikanek w Piotrkowie. Jednak od 1881 odbywały się w nim nabożeństwa dla uczniów gimnazjum męskiego. W 1882 kościół przebudowano według projektu Feliksa Nowickiego, w wyniku czego uzyskał obecny wygląd.
Mimo że dominikanki opuściły kościół w latach 60. XIX w, to świątynia nadal jest nazywana potocznie Kościołem Panien. Współcześnie świątynia ma status kościoła rektoralnego w parafii św. Jacka i św. Doroty w Piotrkowie Trybunalskim. Spełnia także rolę kościoła akademickiego i centrum wydarzeń kulturalnych.

## Architektura
Świątynia została wzniesiona w stylu wczesnego baroku. Kościół oraz budynki dawnego klasztoru dominikanek tworzą razem plan podkowy.
Kościół jest budowlą jednonawową z wnętrzami o sklepieniu kolebkowym z lunetami i gurtami. Posiada przejścia do zakrystii i krużganków.
W kościele znajdują się ołtarze:
- ołtarz główny z 1755, z elementami starszego ołtarza z 1684 i kopią obrazu Matki Bożej Śnieżnej z przełomu XVII i XVIII wieku[2][3]
- ołtarz boczny (po 1648) pod wezwaniem św. Stanisława Kostki z obrazem świętego z około 1862[6]
- ołtarz boczny (po 1648) pod wezwaniem św. Rocha z obrazem świętego z około 1862[7]

W kościele znajduje się też ambona z 1767, krucyfiks na belce tęczowej z XVII w. oraz kartusze herbowe na sklepieniu nawy (Abdank, Pobóg, Junosza, Jelita) z XVII w., należące prawdopodobnie do dobroczyńców klasztoru i kościoła.
Kościół wpisany jest do rejestru zabytków pod numerem 174-IX-20 z 21.07.1948 oraz 205 z 9.09.1967.

## Galeria

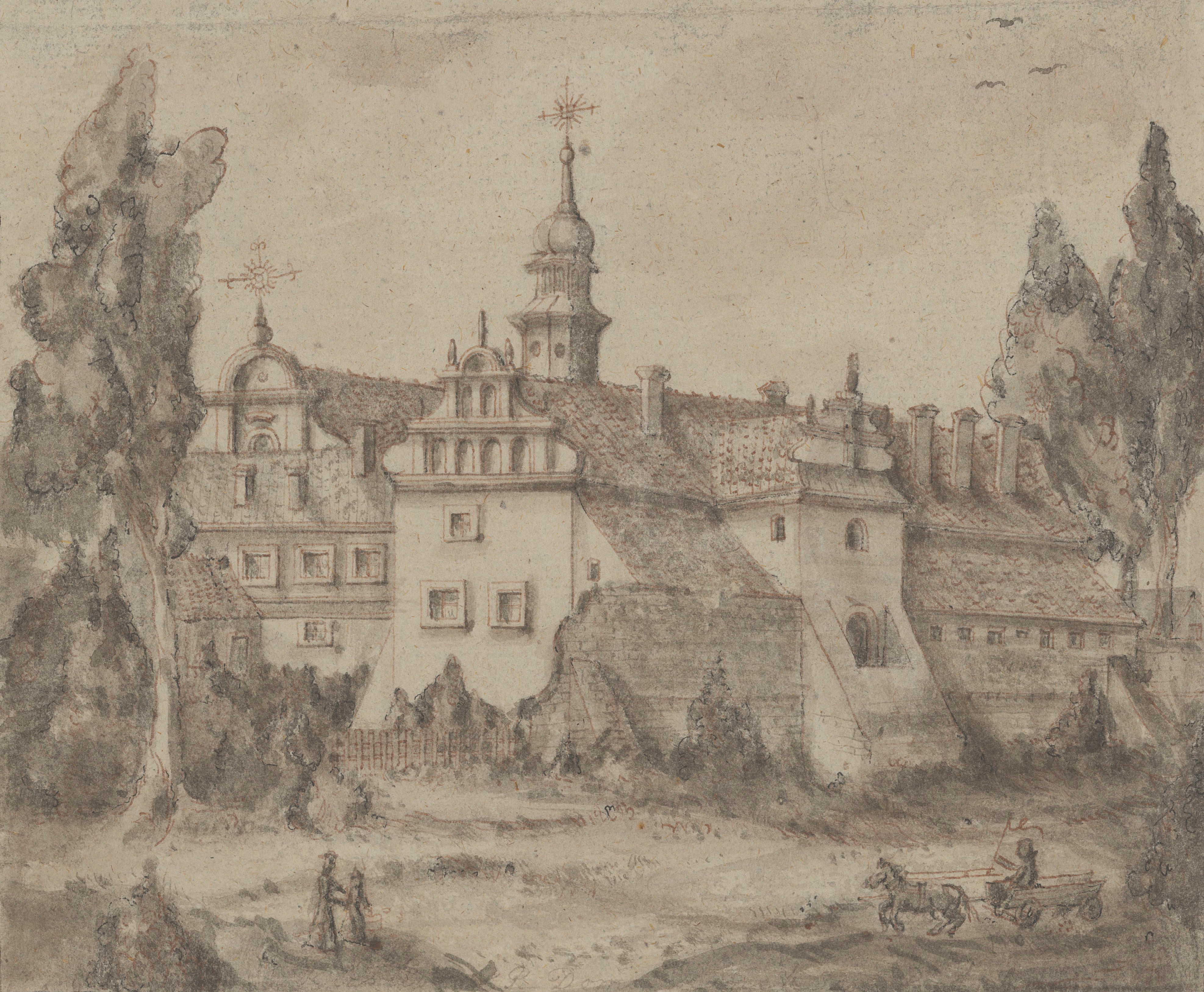
Klasztor dominikanek około 1800 (kościół w głębi)
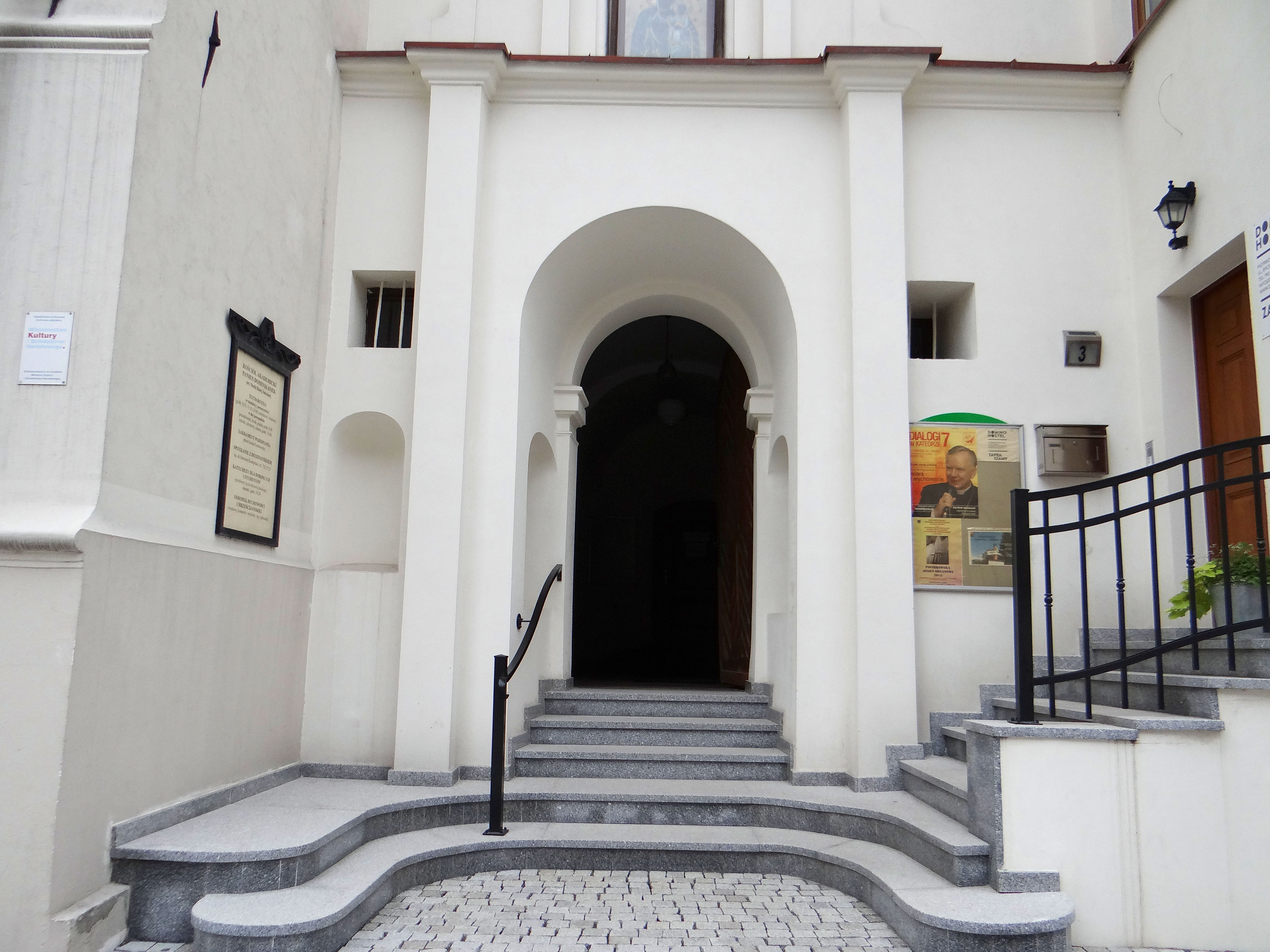
Wejście do kościoła
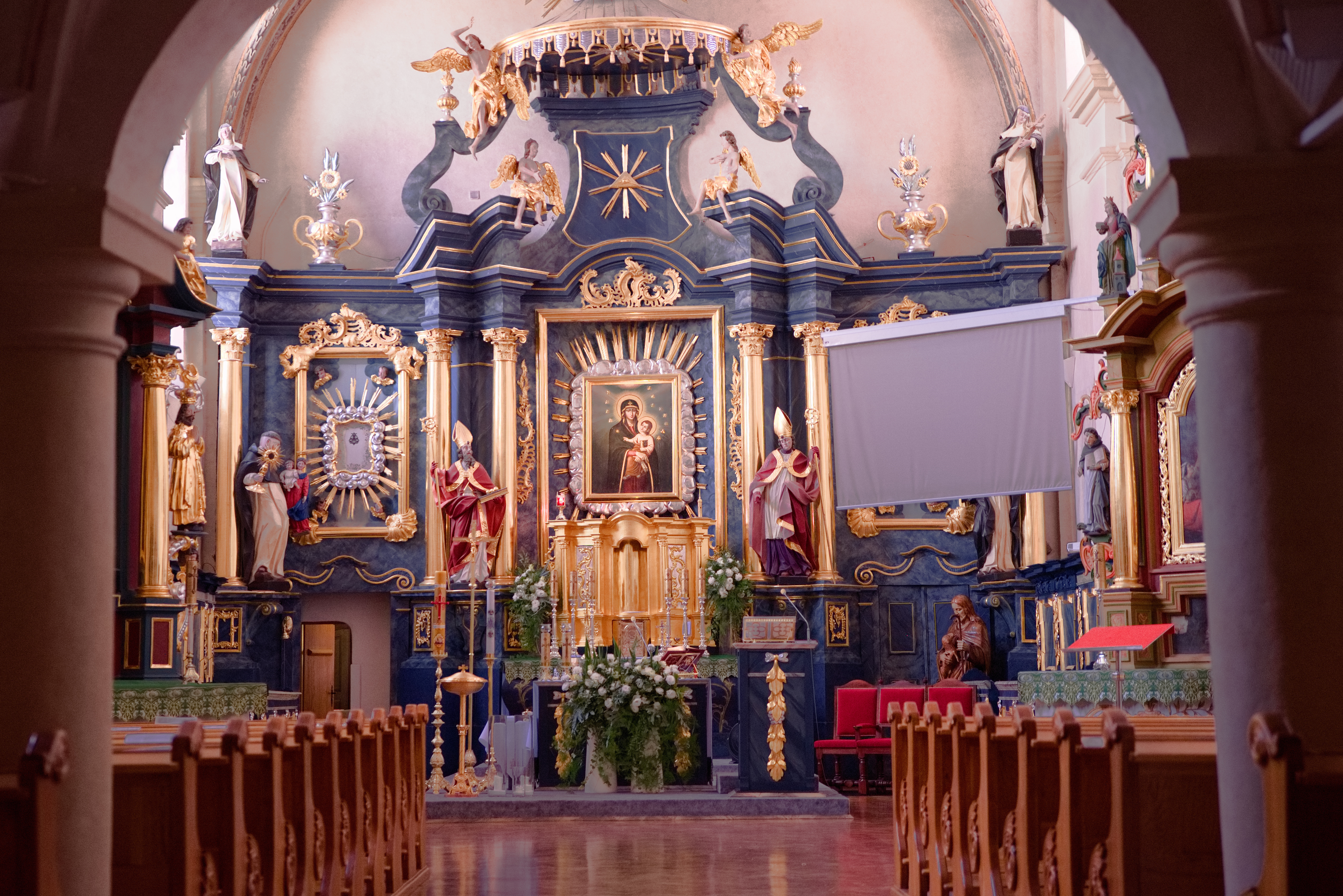
Wnętrze kościoła z ołtarzem głównym
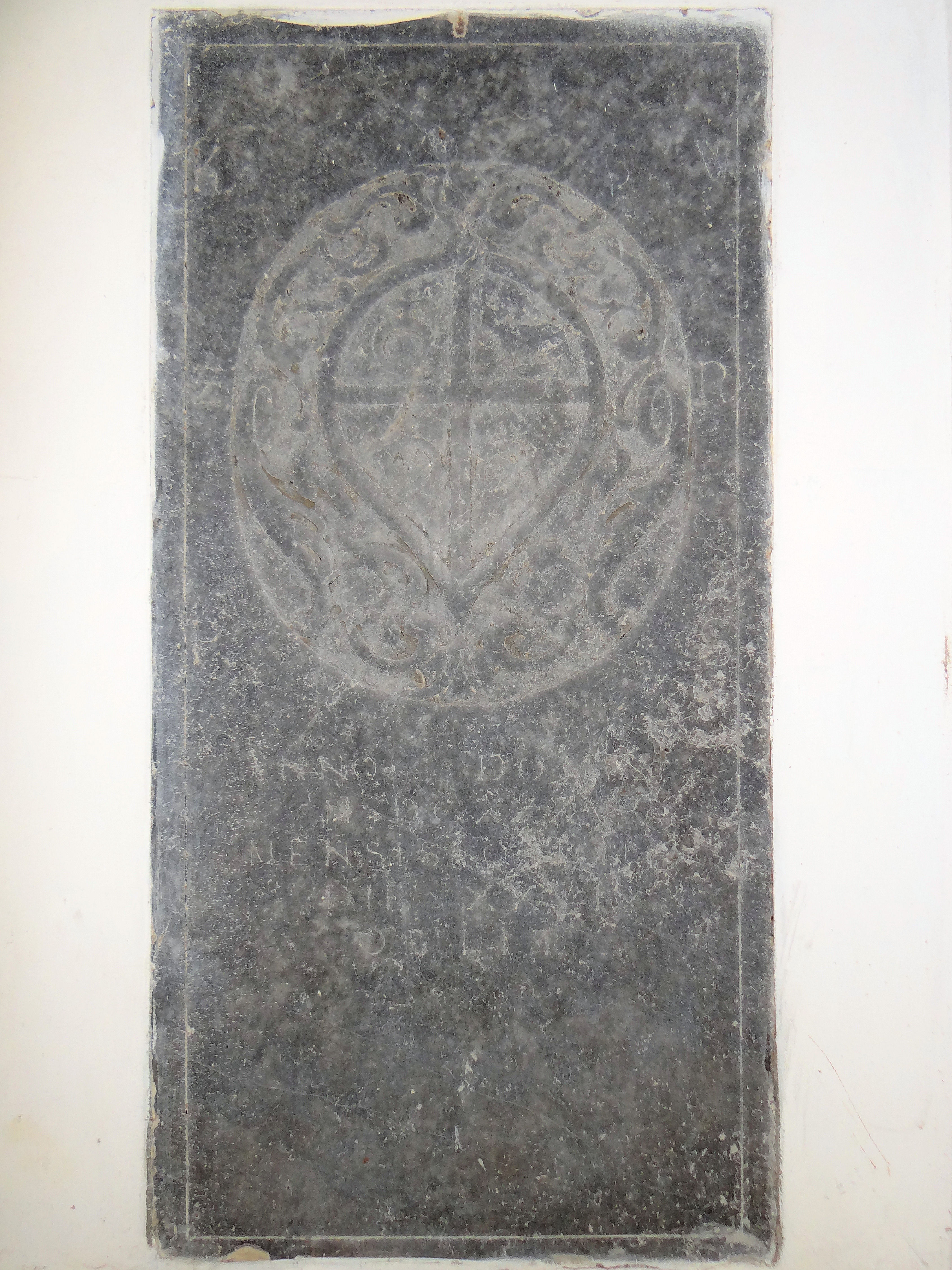
Płyta nagrobna Katarzyny Warszyckiej